# ロレイン郡 (オハイオ州)
ロレイン郡（英: Lorain County）は、アメリカ合衆国オハイオ州の郡である。地元ではグレーター・クリーブランド（クリーブランド都市圏）と呼ばれる地域に属すると見なされている。人口は31万2964人（2020年）。郡庁所在地はイリリアであり、同郡で人口最大の都市はエリー湖の港湾都市ロレインである。
郡名は初期開拓者ヒーマン・イーライによって、フランスのロレーヌ地域圏に因んで名付けられた。郡庁所在地のイリリアもイーライに因む命名である。

## 地理
アメリカ合衆国国勢調査局に拠れば、郡域全面積は933.33平方マイル (2,391.4 km2)であり、このうち陸地491.10平方マイル (1,271.9 km2)、水域は432.23平方マイル (1,119.5 km2)で水域率は46.81%である。

### 主要高規格道路

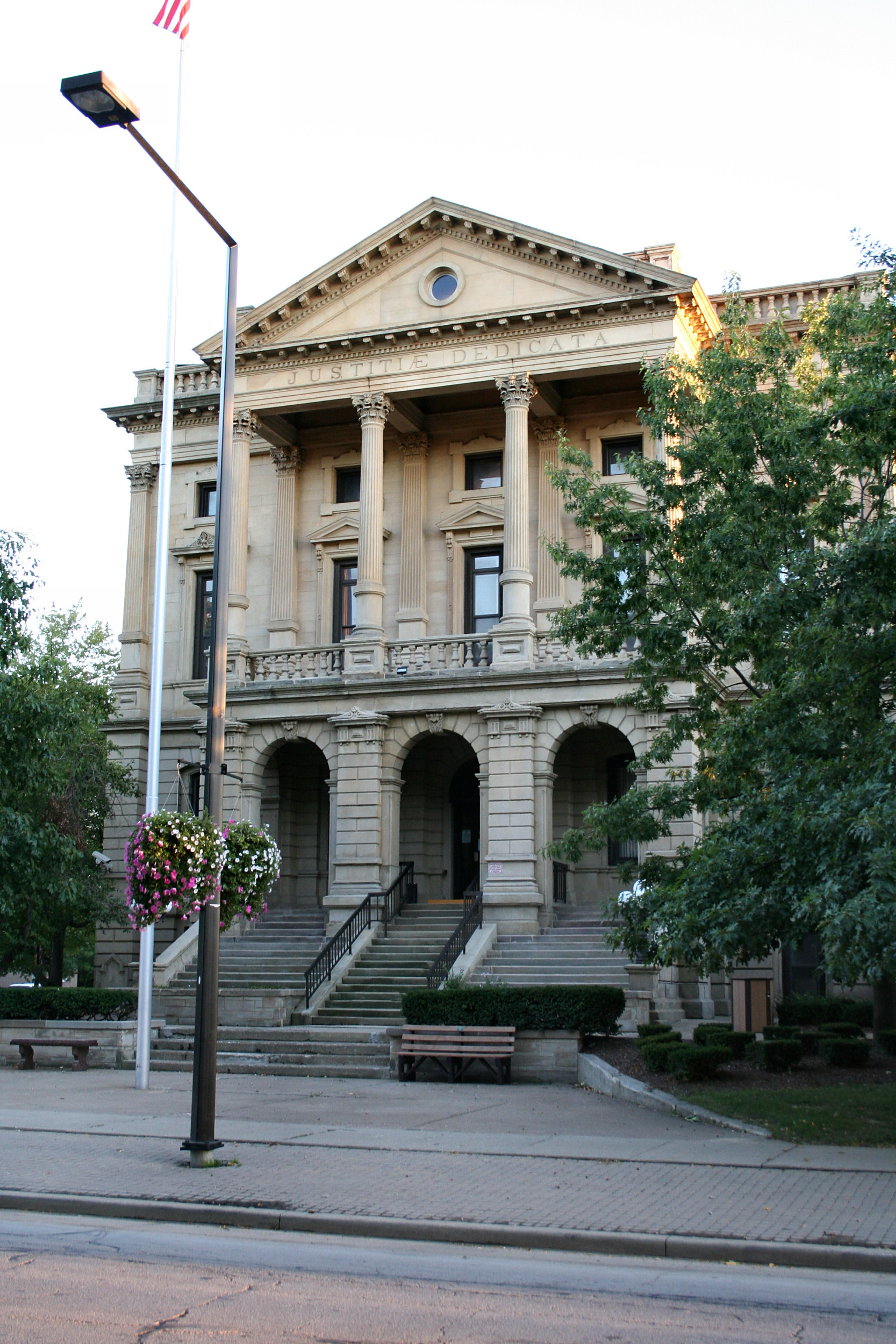
イリリア市にある昔の郡庁舎

- 州間高速道路80号線/州間高速道路90号線（オハイオ・ターンパイク）
- 州間高速道路480号線
- アメリカ国道6号線
- アメリカ国道20号線
- オハイオ州道2号線
- オハイオ州道10号線
- オハイオ州道18号線
- オハイオ州道57号線
- オハイオ州道58号線
- オハイオ州道82号線
- オハイオ州道83号線
- オハイオ州道113号線
- オハイオ州道162号線
- オハイオ州道253号線
- オハイオ州道301号線
- オハイオ州道303号線
- オハイオ州道511号線
- オハイオ州道611号線

### 隣接する郡
- カナダ、オンタリオ州、チャタム・ケント、エリー湖の対岸 - 北
- カヤホガ郡 - 東
- メダイナ郡 - 南東
- アシュランド郡 - 南
- ヒューロン郡 - 南西
- エリー郡 - 西

## 人口動態
以下は2010年の国勢調査による人口統計データである。
| 基礎データ - 人口: 301,356人 - 世帯数: 116,274 世帯 - 家族数: 80,077 家族 - 人口密度: 223人/km2（613人/mi2） - 住居数: 127,036軒 - 住居密度: 87軒/km2（226軒/mi2） 人種別人口構成 - 白人: 84.8% - アフリカン・アメリカン: 8.6% - ネイティブ・アメリカン: 0.3% - アジア人: 0.9% - 太平洋諸島系: 0.02% - その他の人種: 2.5% - 混血: 3.0% - ヒスパニック・ラテン系: 8.4% 先祖による構成 - ドイツ系：25.9% - アイルランド系：16.9% - イギリス系：11.3% - ポーランド系：8.5% - イタリア系：8.5% - ハンガリー系：4.1% - スロバキア系：5.0% 言語による構成 - 英語：92.2% - スペイン語：4.5% | 年齢別人口構成（2000年データ） - 18歳未満: 26.2% - 18-24歳: 8.7% - 25-44歳: 29.3% - 45-64歳: 23.3% - 65歳以上: 12.5% - 年齢の中央値: 36歳 - 性比（女性100人あたり男性の人口） - 総人口: 96.3 - 18歳以上: 93.6 世帯と家族（対世帯数） - 18歳未満の子供がいる: 29.2% - 結婚・同居している夫婦: 50.5% - 未婚・離婚・死別女性が世帯主: 13.5% - 非家族世帯: 31.1% - 単身世帯: 26.0% - 65歳以上の老人1人暮らし: 10.1% - 平均構成人数 - 世帯: 2.51人 - 家族: 3.02人 収入と家計 - 収入の中央値 - 世帯: 52,066米ドル - 家族: 64,443米ドル - 人口1人あたり収入: 25,002米ドル - 貧困線以下 - 対人口: 13.1% - 対家族数: 6.7% - 18歳未満: 12.9% - 65歳以上: 6.6% |

## 郡区

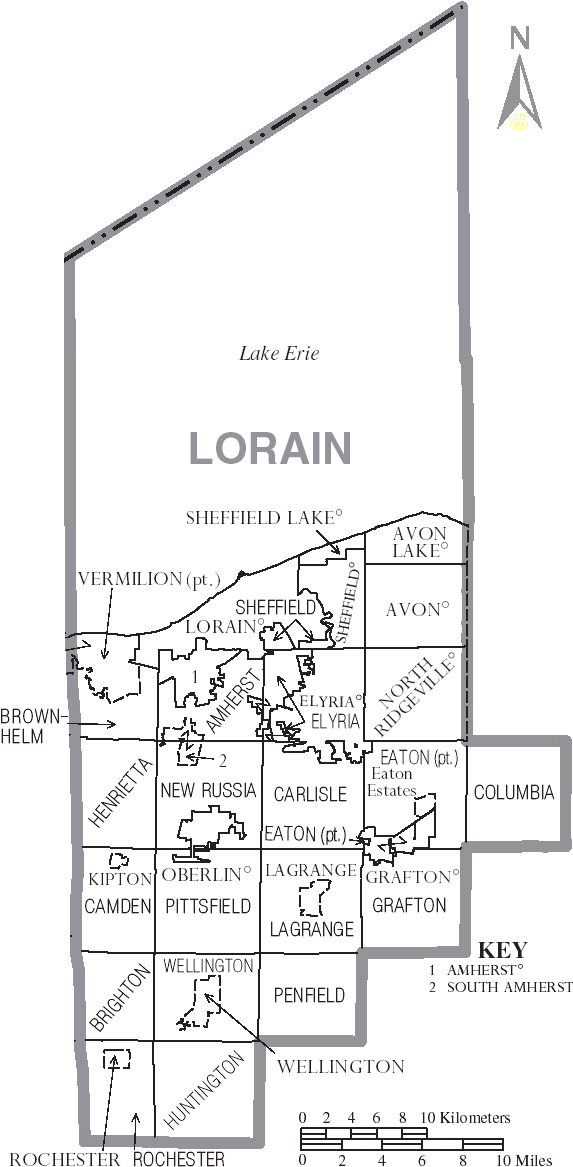
ロレイン郡図

ロレイン郡は下記18の郡区に分割されている。
| - アマースト - ブライトン - ブラウンヘルム - カムデン - カーライル | - コロンビア - イートン - イリリア - グラフトン - ヘンリエッタ | - ハンティントン - ラグレンジ - ニュールシア - ペンフィールド | - ピッツフィールド - ロチェスター - シェフィールド - ウェリントン |

## 都市と町

### 都市
| - アマースト - エイボン - エイボンレイク | - イリリア - 郡庁所在地 - ロレイン - ノースリッジビル | - オーバリン - シェフィールドレイク - バーミリオン |

### 村
| - グラフトン - キプトン - ラグレンジ - ロチェスター | - シェフィールド - サウスアマースト - ウェリントン |

### 国勢調査指定地域
- イートンエステイツ

### 未編入の町
| - ベルデン - ブレントウッドレイク - ブライトン - ブラウンヘルム - ブラウンヘルムステーション - コロンビアヒルズコーナーズ | - ヘンリエッタ - ハンティントン - ノースイートン - ペンフィールド - ピッツフィールド |

## 教育

### 高等教育機関
- ロレイン郡コミュニティカレッジ、イリリア市
- オーバリン大学、オーバリン市

### 公共教育学区
郡内には20の公共教育学区がある。主にロレーン郡内にある学区は太字体で示す。
- アマースト・イグゼンプティド・ビレッジ教育学区
- エイボン・ローカル教育学区
- エイボンレイク市教育学区
- ブラックリバー・ローカル教育学区（メダイナ郡とアシュランド郡にも跨る）
- クリアビュー・ローカル教育学区
- コロンビア・ローカル教育学区
- イリリア市教育学区
- ファイアランズ・ローカル教育学区（エリー郡にも跨る）
- キーストーン・ローカル教育学区
- ロレイン市教育学区
- メイプルトン・ローカル教育学区（主にアシュランド郡）
- ミッドビュー・ローカル教育学区
- ニューロンドン・ローカル教育学区（主にヒューロン郡）
- ノースリッジビル市教育学区
- オーバリン市教育学区
- オルムステッドフォールズ市教育学区（主にカヤホガ郡）
- シェフィールド・シェフィールドレイク市教育学区
- ストロングスビル市教育学区（主にカヤホガ郡）
- バーミリオン・ローカル教育学区（主にエリー郡）
- ウェリントン・イグゼンプティド・ビレッジ教育学区（ヒューロン郡にも跨る）

郡内にはロレイン郡合同職業教育学区があり、全郡を管轄内に含み、アマースト、エイボンレイク、クリアビュー、コロンビア、イリリア、ファイアーランズ、キーストーン、ミッドビュー、ノースリッジビル、オーバリン、シェフィールド・シェフィールドレイク、ウェリントンの各教育学区から学生を受け入れている。オーバリンの州道58号線と国道20号線の交差点に近い100エーカー (0.4 km2) の場所に10エーカー (0.04 km2) のキャンパスを構えている。

### 私立高校
- イリリア・カトリック高校、イリリア市
- レイクリッジ・アカデミー、ノースリッジビル市
- オープンドア・クリスチャン学校、イリリア市
- クリスチャン・コミュニティスクール、ノースイートン